# Championnats d'Europe de triathlon 1993
Navigation
Édition précédente Édition suivante
Les championnats d'Europe de triathlon 1993 sont la neuvième édition des championnats d'Europe de triathlon, une compétition internationale de triathlon sous l'égide de la fédération européenne de ce sport. L'épreuve est constituée de 1 500 mètres de natation, 40 kilomètres de vélo puis 10 kilomètres de course à pied.
Cette édition se tient dans la ville luxembourgeoise d'Echternach et elle est remportée par le Britannique Simon Lessing chez les hommes et par l'Allemande Simone Westhoff chez les femmes.

## Palmarès

### Hommes
| Rang               | Triathlète           | Temps           |
| ------------------ | -------------------- | --------------- |
| Médaille d'or      | Simon Lessing        | 1 h 54 min 4 s  |
| Médaille d'argent  | Thomas Hellriegel    | 1 h 54 min 27 s |
| Médaille de bronze | Rainer Müller-Hörner | 1 h 54 min 59 s |
| 4                  | Holger Lorenz        | 1 h 55 min 9 s  |
| 5                  | Rob Barel            | 1 h 55 min 33 s |
| 6                  | Philippe Fattori     | 1 h 55 min 42 s |
| 7                  | Robin Brew           | 1 h 55 min 53 s |
| 8                  | Remy Rampteau        | 1 h 56 min 2 s  |
| 9                  | Roland Knoll         | 1 h 56 min 18 s |
| 10                 | Danny Simons         | 1 h 56 min 33 s |

### Femmes
| Rang               | Triathlète                 | Temps           |
| ------------------ | -------------------------- | --------------- |
| Médaille d'or      | Simone Westhoff            | 2 h 8 min 58 s  |
| Médaille d'argent  | Simone Mortier             | 2 h 10 min 17 s |
| Médaille de bronze | Lydie Reuze                | 2 h 10 min 51 s |
| 4                  | Anette Pedersen            | 2 h 11 min 27 s |
| 5                  | Isabelle Mouthon-Michellys | 2 h 12 min 36 s |
| 6                  | Irma Heeren                | 2 h 12 min 53 s |
| 7                  | Jacqueline Sommer          | 2 h 13 min 38 s |
| 8                  | Lone Larsen                | 2 h 13 min 41 s |
| 9                  | Natascha Badmann           | 2 h 14 min 28 s |
| 10                 | Suzanne Nielsen            | 2 h 14 min 32 s |